# Valencien de transition
Ne doit pas être confondu avec valencien septentrional.
« tortosien » redirige ici. Pour la commune espagnole, voir Tortose (Espagne).

Carte dialectale du sud du domaine linguistique catalan. Le valencien de transition (lato sensu) figure en orange.

Le valencien de transition (en catalan : valencià de transició) aussi dit valencien septentrional de transition (valencià septentrional de transició), catalan tortosien (català tortosí), valencien tortosien (valencià tortosí) ou simplement tortosien (tortosí), est le dialecte de transition entre le valencien et le catalan nord-occidental, parlé autour de Tortose (province de Tarragone) et dans la partie septentrionale de la province de Castellón.

## Extension
La faible densité des isoglosses — absence de faisceau — rend délicate la définition d’une véritable frontière linguistique et la délimitation précise d’un dialecte de transition, qui peut varier considérablement selon les auteurs et les critères retenus. Il ne s’agit donc pas d’un dialecte qui serait défini par des traits bien identifiables, mais plutôt d’une vaste zone de passage progressif entre deux ensembles dialectaux, qui demeurent de plus fondamentalement proches, tant sur le plan de la phonétique que de la morpho-syntaxe ou du lexique. C’est un état caractéristique d’un dialecte consécutif (dialecte importé alors que la langue était déjà formée et non pas issu du latin parlé autochtone), qui se trouve encore renforcé par la géographie physique de la zone — une vaste plaine côtière — et par le poids historique du diocèse de Tortosa (qui incluait jusqu’en 1960 le Matarraña), situé à cheval sur les provinces de Castellón et de Tarragone, limitant l’impact de la frontière de l’Èbre,,. La limite du diocèse est également celle séparant les domaines catalanophone et hispanophone à l’ouest.
Par exemple, en 1906 Jean-Joseph Saroïhandy inclut le tortosí dans le valencien. Pour sa part, Antoni Maria Badia i Margarit inclut le valencien de transition au sens large (incluant le parler de Tortose) dans un grand bloc léridan (correspondant grosso modo au catalan nord-occidental usuel),.
En revanche, Joan Veny a une conception plus stricte du parler de Tortose, qu’il considère séparément des parlers les plus septentrionaux du valencien (engloblés dans un valencien septentrional au sens large, correspondant grosso modo aux divisions provinciales). De plus, il distingue le tortosí stricto sensu d’un autre plus large, englobant également le parler de Matarranya (ca), dans la Frange d'Aragon, à l’exception de ses localités les plus occidentales,. Il considère donc l’ensemble valencien septentrional-tortosien comme une zone de transition entre les blocs valencien et nord-occidental.
Pour leur part, Beltran Calvo et Segura-Llopes définissent un « valencien tortosien » au sens large, qui concorde en grande partie avec le territoire de l’ancien diocèse de Tortose mais inclut également de nombreuses localités du Priorat.

### Possibles critères de délimitation
Les isoglosses les plus importantes pour marquer la limite méridionale du valencien septentrional de transition sont :
- la ligne de séparation de la désinence de première personne du singulier au présent de l’indicatif des verbes du premier groupe : [e] (au sud) contre [o] (au nord)[4],[10] ;
- le subjonctif imparfait en -ra (au sud) contre -s (au nord)[11],[10].

D’autres traits notables sont :
- le chute de -r, son maintien étant caractéristique exclusive du valencien, à l’exception d’une large portion septentrionale[11].
- la maintien de -d- dans le suffixe -ada, un son qui tend à disparaître dans le valencien parlé au sud de Morella, trait qui s’affirme de plus en plus, jusqu’à atteindre des extrêmes en valencien méridional alicantin, où il affecte pratiquement tous les -d- invervocaliques[12].

L’ensemble de ces isoglosses sont entièrement incluses dans le Pays valencien. Les trois premières définissent une zone approximativement triangulaire, partant d’Alcalà de Xivert, près de la côte, jusqu’aux alentours d’Atzeneta del Maestrat au sud puis remontant jusqu’à Villores.
Beaucoup plus au sud (au sud de Castelló), on peut également indiquer le chute de la dentale finale dans les groupes du type -nt, -rd, maintenue dans le reste du valencien.
Pour caractériser le parler de transition au nord, un trait marquant est l’absence de renforcement de l’occlusive des groupes intervocaliques -gl- et -bl-, prononcés comme une approximante (trait généralisé en valencien et en ibizois, commun avec le castillan) : possible, regle > [poˈsiβle], [ˈreɣlə] contre [puˈsibblə], [ˈreggle] (voire [puˈsip(p)lə], [ˈrek(k)lə]) en catalan central (comme en languedocien).

## Autres caractéristiques
L’article défini masculin a conservé sa forme ancienne lo, comme en ribagorcien et dans d’autres zones du nord-occidental, contre la forme renforcée el presque générale dans le reste du domaine linguistique,. Au Pays valencien, le trait se retrouve à Morella et affecte tout le Maestrat.
Le lexique du parler de Tortose est en grande partie concordant avec celui du valencien général, bien qu’on relève certains arabismes qui ne sont attestés que localement,. Toute la zone fait usage du valencien vore « voir » face au standard veure.
Toute la zone de transition est affectée par le bêtacisme (perte du phonème /v/ au profit de /b/).

## Autoglossonymes
Selon l’Atlas linguistique de la péninsule Ibérique, dont les enquêtes ont été réalisées en 1930-1931, pour identifier leur langue, les locuteurs valenciens utilisent la dénomination de valencià, ceux d’Amposta parlent de català tortosí, ceux d’Aguaviva (en Aragon) parlent de valencià xapurriau, ceux plus au nord parlant de català xapurriat.